# Jaroslav Souček
Jaroslav Souček (8. prosince 1935 Velim – 2. ledna 2006 Praha) byl český operní pěvec (barytonista).
Zpěvu se začal učit až během studia hornické průmyslové školy v Kladně. Již během studia zpěvu u Konstantina Karenina na pražské konzervatoři se stal členem Českého pěveckého sboru. Jeho prvním divadelním angažmá bylo Jihočeské divadlo v Českých Budějovicích. Zde se také sešel se svou sestrou, sopranistkou Stanislavou Součkovou. Dostal nabídku i z Komische Oper v Berlíně, nastoupil však do brněnské opery, kde byl do roku 1979, kdy přijal angažmá v Národním divadle v Praze.

## Repertoár (české opery)
Součkovou doménou byly postavy českých oper, například Vladislav v Daliborovi, Kalina v Tajemství (opera), Přemysl v Libuši, Vok Vítkovic v Čertově stěně, Bohuš v Jakobínovi, Harašta v Příhodách lišky Bystroušky, Kněz Fotis v Řeckých pašijích nebo Tomeš v Hubičce. V letech 1960 – 2002 zpíval v 2312 představeních.

## Repertoár (zahraniční opery)
Jaroslav Souček vystoupil v řadě oper zahraničních skladatelů, například jako Germont ve Verdiho Traviatě, Rigoletto, Falstaff ve stejnojmenné opeře, Figaro v Lazebníku sevillském od G. Rossiniho, Kníže Igor A. P. Borodina, kníže Jelecký v Pikové dámě P.I. Čajkovského.